# 比利時聯邦議會
比利時聯邦議會（荷蘭語：Federaal Parlement van België）是比利時王國的兩院制立法機關，由眾議院和參議院組成，平時於布魯塞爾國家宮召開會議（法語：Palais de la Nation）。

## 外部連結
- Chamber of Representatives （页面存档备份，存于）
- Senate （页面存档备份，存于）

50°50′48″N 4°21′53″E / 50.84667°N 4.36472°E